# Havinnes
Havinnes est une section de la ville belge de Tournai, située en Région wallonne dans la province de Hainaut. Il s'agissait d'une commune à part entière avant la fusion des communes de 1977.

## Géographie
Le point culminant d'Havinnes se situe au lieu-dit La Grise (81 m) à l'emplacement de la Croix de la Grise.

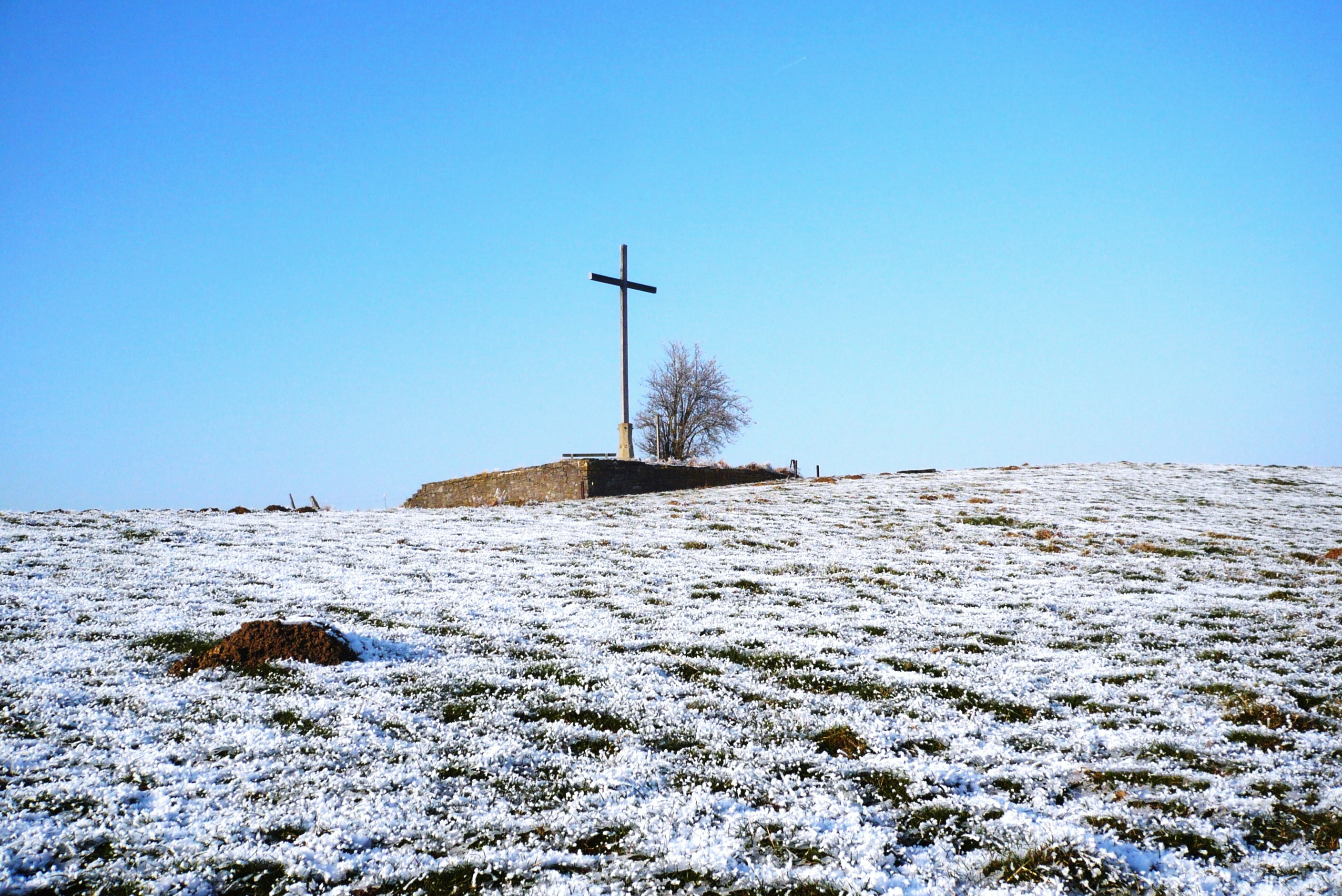
La Croix de la Grise.

Havinnes se situe dans une plaine alluviale à environ 30 m d'altitude avec le Rieu d'Amour, le Fintio (63 m) et le Haut rejet (environ 70 m).
Le Rieu d'Amour est alimenté par de petits ruisseaux qui prennent leur source depuis le bas de la Grise et le Fintio.

## Démographie
Comme c’est souvent le cas dans la région, Havinnes est déjà un village peuplé à l’aube de l’indépendance de la Belgique et voit sa population augmenter jusque peu après le milieu du XIXe siècle.
Pendant près d’un siècle, on observe ensuite un long mouvement d’exode rural, à peine interrompu durant les années 1900. Le village souffre des différentes crises agricoles et de son éloignement relatif par rapport à Tournai ; il perd quelque 400 habitants et atteint son seuil minimum en 1961 avec 893 habitants.
Ce n’est qu’à partir des années 1960, avec la généralisation de la voiture, que de nouveaux habitants reviennent s’installer à la campagne. Cette dynamique se poursuit et s’intensifie pendant la décennie 1980, la population augmentant de près de 250 personnes entre 1977 et 1991.
Depuis 1991, la population s’est pratiquement stabilisée. Elle ne s’est plus accrue que de 26 personnes entre 1991 et 2003.
Finalement, la population du village s’est à peine accrue de 8 % depuis 1830, soit deux fois moins que la ville de Tournai.
- Sources : INS, Rem. : 1831 jusqu'en 1970 = recensements, 1976 = nombre d'habitants au 31 décembre.

## Historique
Vers 1775, le village est composé de quatre petits noyaux d’habitat, Havines, le hameau du Finto, le Regé du Viler (Haut Rejet) et le Grand Regai. Ces noyaux ne sont pas très denses et l’habitat est relativement dispersé. Le noyau d’Havinnes est implanté de part et d’autre du rieu d’Amour dont la plaine alluviale est inhabitée.
Le paysage agricole était de type semi-bocager avec un réseau de haies assez lâche et discontinu. Autour des habitations, se trouvaient des potagers et de petites prairies encloses sous forme de vergers. Tous les fonds de vallée étaient occupés par des prairies humides.
Le bois d’Havinnes (Bois Havinois rejoint au nord par le Bois de Miraumont, aujourd'hui Bois de l'Allemont) était beaucoup plus étendu vers l’est qu’il ne l'est à l’heure actuelle. Vers le sud, se trouvaient également quelques petits massifs boisés.

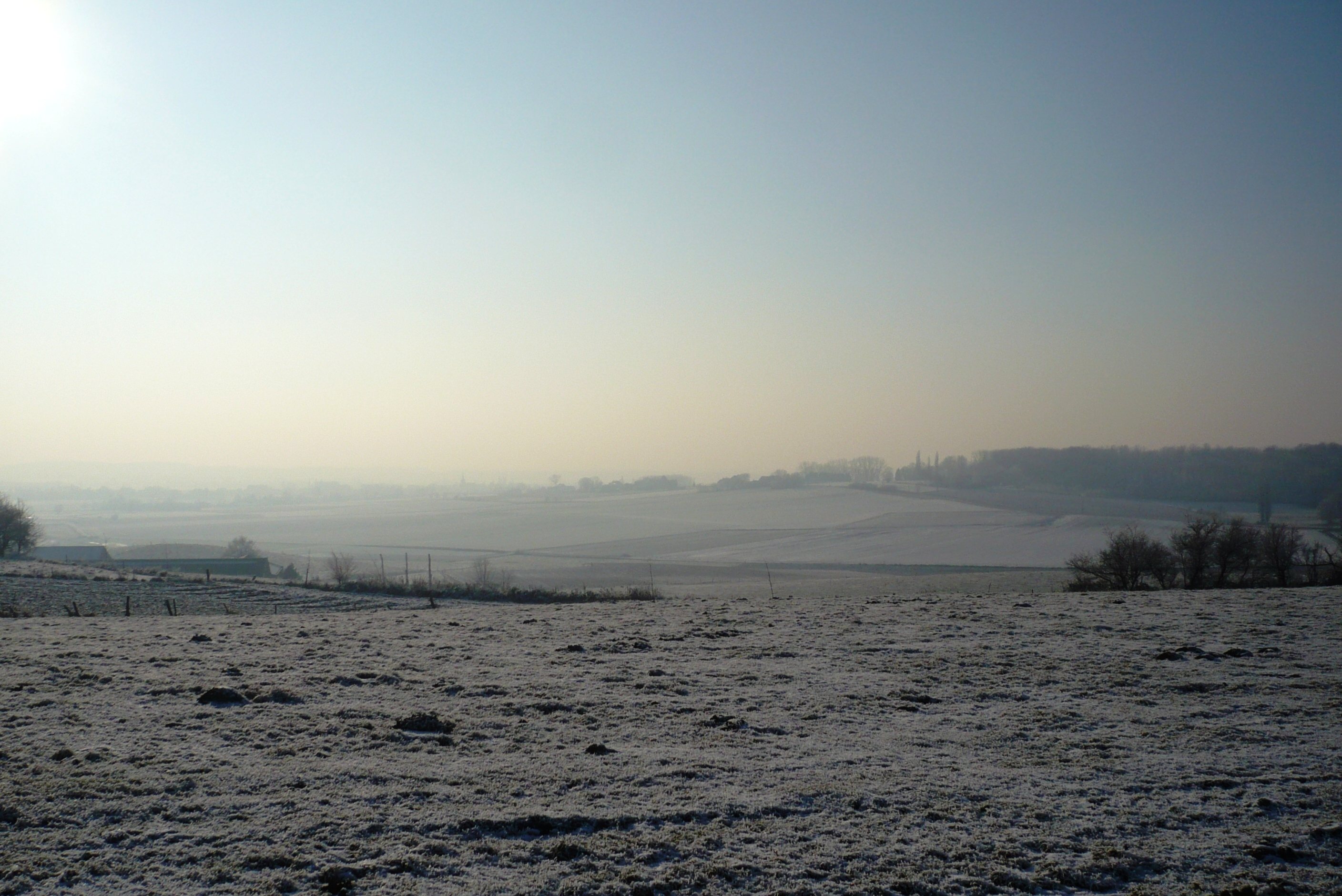
À droite, le Bois de l'Allemont.

Le réseau de voiries était pratiquement semblable à celui d’aujourd’hui.
Le Cense de Petit Marvis est déjà indiquée sur cette carte, de même qu’un moulin à vent situé en bordure du Grand Chemin à l’extrémité est du noyau villageois, le « moulin d’Havines ou d’Angy ».
En 1907  la construction de la ligne de chemin de fer Tournai-Bruxelles représente la principale modification. Le village d’Havinnes bénéficiait d’un point d’arrêt et d’une gare ; cette dernière était située le long du Grand Chemin, à proximité du territoire de Béclers. La tuilerie d’Havinnes était déjà en activité à côté de cette gare.
À cette date, le village n’était pas encore concerné par l’exploitation des carrières et il y avait un château à la place du bassin de décantation. Déjà, la forêt avait reculé pour atteindre sa limite actuelle.
Le réseau de chemins et sentiers avait alors atteint sa densité maximale.
En 2000 l’extrémité sud du territoire est profondément modifiée par le développement de la CCB.
Ailleurs, la structure du territoire n’a pratiquement pas changé. L’habitat s’est développé, essentiellement par la densification des noyaux existants: le long du Grand Chemin, le Haut Rejet et le quartier du Miroir.